# Microdorcadion tuberculatum
Microdorcadion tuberculatum là một loài bọ cánh cứng trong họ Cerambycidae.